# José Antonio Gómez Casado
José Antonio Gómez Casado (Barcelona, 27 de març de 1980) és un futbolista català, que ocupa la posició de migcampista.
Va començar a destacar al CE L'Hospitalet. El 2002 recala al Reial Múrcia CF, amb qui és campió de Segona Divisió, encara que només apareix en 11 partits. L'any següent, a la màxima categoria, no disputa cap minut amb els murcians, i acaba la temporada al Cartagena. A partir d'aquest moment, la carrera del barceloní prossegueix per equips més modestos: UE Figueres (04/05), Burgos (05/06), Blanes (06/07), UD Lanzarote (07/08) i UE Atlètica Gramenet (2008).